# Formica cinerea
Formica cinerea es una especie de hormiga del género Formica, familia Formicidae. Fue descrita científicamente por Mayr en 1853.
Se distribuye por Canadá, Estados Unidos, Armenia, China, Georgia, Irán, Turquía, Albania, Austria, Bielorrusia, Bosnia y Herzegovina, Bulgaria, Croacia, República Checa, Dinamarca, Estonia, Finlandia, Francia, Alemania, Grecia, Hungría, Italia, Letonia, Lituania, Luxemburgo, Macedonia, Moldavia, Montenegro, Noruega, Polonia, Rumania, Rusia, Serbia, Eslovaquia, Eslovenia, España, Suecia, Suiza y Ucrania. Se ha encontrado a elevaciones de hasta 3536 metros. Mide milímetros de longitud. Vive en microhábitats como rocas, piedras, montículos y forraje.